# 비디오 게임 익스플로잇
비디오 게임 익스플로잇(video game exploit) 또는 간단히 익스플로잇(exploit)은 비디오 게임에서 게임 디자이너가 의도하지 않은 방식으로 버그나 결함을 사용하거나 게임 시스템의 요소를 사용하여 이를 사용하는 플레이어에게 상당한 불공평한 이점을 제공하는 것이다. 그러나 특정 행위가 공격에 해당하는지 여부는 논란의 여지가 있을 수 있다. 일반적으로 문제는 게임의 일부이며 이를 활용하기 위해 변경이나 외부 프로그램이 필요하지 않다는 주장이 포함된다.

## 같이 보기
- 온라인 게임의 치팅